# Mount Abu Wildlife Sanctuary
Le sanctuaire de la vie sauvage de Mount Abu est situé dans l'État du Rajasthan en Inde.